# 希欧尤特
希欧尤特，是匈牙利绍莫吉州所辖的一个村。总面积10.73平方公里，总人口607，人口密度56.6人/平方公里（2011年1月1日）。